# Jangada (film)
Jangada är en svensk dokumentärfilm i färg som hade premiär 11 augusti 1958 i regi av Torgny Anderberg. Filmen porträtterar en expedition till Brasilien.